# Riduzione del trasporto inquinante
La riduzione del trasporto inquinante è una strategia per ridurre l'impatto sull'ecosistema delle attività umane, e per migliorare la qualità di vita dell'individuo, agendo in particolare sul fattore trasporti.

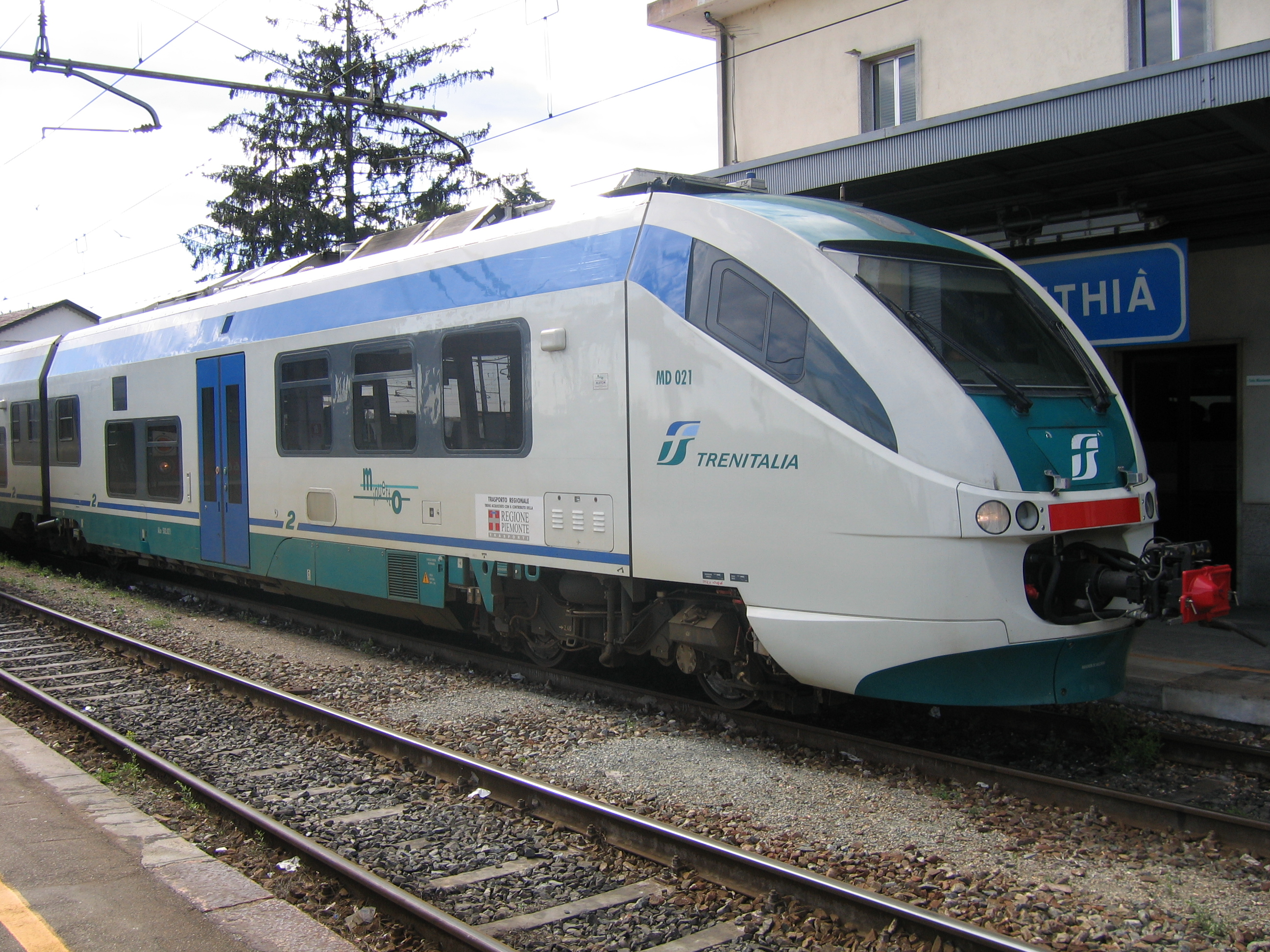
L'utilizzo di mezzi di trasporto pubblici anziché un'auto privata è un modo per ridurre le emissioni atmosferiche.

## Motivazioni globali
La riduzione del trasporto inquinante è opportuna per la collettività per le seguenti ragioni:
- I veicoli consumano una grande quantità di energia, che deriva in gran parte da fonti non rinnovabili.
- I mezzi di trasporto basati sul motori a combustione interna generano una fetta consistente dell'inquinamento atmosferico.
- Alcune alternative al motore a combustione interna (motore elettrico, cella a combustibile), pur riducendo gli inquinanti in locale, si basano comunque su energia che spesso viene prodotta da fonti non rinnovabili e generano inquinamento, anche se in luoghi diversi da quelli in cui viene utilizzata, inoltre richiedono ulteriori filiere per lo smaltimento del veicolo una volta raggiunto il fine vita, in particolar modo per le batterie, che potrebbero essere sostituite anche durante il ciclo vitale del mezzo.

## Motivazioni individuali
La riduzione del trasporto inquinante è opportuna per l'individuo per le seguenti ragioni:
- riduzione dei costi
- risparmio del tempo utilizzato in viaggio
- diminuzione dello stress legato alla guida nel traffico
- riduzione dei rischi legati agli spostamenti
- aumento della socialità con il proprio territorio di riferimento

## Strategie
Per quanto esista un certo progresso tecnologico nella direzione del miglioramento dei mezzi di trasporto, risulta opportuno anche ridurre la quantità di trasporto inquinante utilizzato.

### Scelte individuali
I suggerimenti presenti in questo elenco sono scelte che ciascuno può fare individualmente, senza che sia necessario alcun intervento regolatorio per incentivarle. Alcune di queste scelte sono impegnative, perché possono impattare anche seriamente sull'organizzazione della vita di chi le fa. Come tali, non sempre sono possibili ed hanno in genere delle controindicazioni. 
Oltre alla coscienza ambientale, molti trovano vantaggioso ridurre l'utilizzo del trasporto, ed in particolare di quello motorizzato individuale, anche perché ne traggono vantaggi diretti ed immediati, in termini di risparmio economico e di miglioramento della qualità della vita. 
Questi fattori possono arrivare a controbilanciare gli svantaggi derivanti dalle scelte che si fanno.
Ad esempio, cambiare lavoro per avvicinarsi alla propria abitazione (o traslocare per avvicinarsi al luogo di lavoro) può comportare una riduzione di reddito e/o dei costi, che però sarà almeno parzialmente controbilanciata dai risparmi economici e di tempo che conseguono dalla riduzione delle percorrenze quotidiane.
Perché abbiano un impatto positivo sull'ecosistema, sarebbe necessario che fossero fatte proprie da fette consistenti della popolazione.
- usare veicoli non motorizzati, come la bicicletta o camminare per le brevi distanze
- usare il trasporto pubblico
- ottimizzare l'utilizzo dell'automobile con tecniche come il car pooling
- rinunciare al possesso di una autovettura personale, utilizzando un servizio di car sharing quando necessario. Questa scelta risulta economica se si effettuano percorrenze modeste. L'aspetto più interessante è però la modifica del modello di costi dell'uso dell'auto, che fa prevalere i costi variabili su quelli fissi. Questo disincentiva ulteriormente gli usi non indispensabili dell'automobile.
- ridurre la necessità di spostamenti, tentando di soddisfare per quanto possibile le proprie necessità spostandosi meno:
  - utilizzare il telelavoro per ridurre il pendolarismo
  - scegliere un lavoro vicino alla propria residenza, o che possa essere agevolmente raggiunto usando il trasporto pubblico
  - trasferirsi in prossimità del proprio posto di lavoro
  - scegliere località vicine e mezzi di trasporto non inquinanti per le proprie vacanze e per il divertimento
  - privilegiare i fornitori locali nei propri acquisti
  - quando è necessario, acquistare grandi quantità di prodotti per ridurre il numero di viaggi necessari, eventualmente associandosi con altri

### Politiche

#### Leve economiche
Uno Stato che volesse incentivare i cittadini a tenere comportamenti meno dannosi per l'ecosistema potrebbe riversare sugli utilizzatori del trasporto i costi esterni relativi. Tra i costi esterni del trasporto si possono individuare:
- utilizzo di territorio per infrastrutture, degrado delle aree adiacenti (inquinamento atmosferico e acustico), con conseguente perdita di valore immobiliare e turistico, difficoltà e/o pericolosità nell'attraversare le infrastrutture di grande scorrimento. Questi costi possono essere ribaltati sugli utilizzatori imponendo pedaggi per l'utilizzo delle infrastrutture. Inoltre, il territorio può essere almeno parzialmente risarcito con tecniche di mitigazione (ad esempio, barriere antirumore o costruzione delle infrastrutture in trincea) e/o con "opere a compensazione", i cui costi vengano riversati sugli utilizzatori delle infrastrutture stesse.
- produzione di inquinamento, che comporta problemi di salute, che a loro volta provocano costi sanitari e per la mancata produttività. Questi costi possono essere ribaltati sugli utilizzatori tassando il trasporto in proporzione all'utilizzo (ad esempio tassando i carburanti) e/o tassando i veicoli che producono maggiori quantità di inquinanti rispetto al percorso.
- utilizzo di territorio urbano per la sosta dei veicoli. Questi costi possono essere ribaltati sugli utilizzatori imponendo tariffe per il parcheggio.
- congestione nelle aree urbane, con conseguente concentrazione degli inquinanti e rallentamento del traffico. Questi costi possono essere ribaltati sugli utilizzatori imponendo tariffe per l'accesso alle aree urbane ("congestion charge").

Naturalmente, una strategia di disincentivazione delle scelte individuali che comportano costi per la comunità è efficace a patto che esistano alternative efficaci al trasporto individuale, ad esempio in termini di trasporto pubblico.
Un'altra possibile strategia è favorire le scelte individuali che riducono il consumo di trasporto inquinante, e di conseguenza sgravano la comunità dei suoi costi esterni. 
Questo può essere ottenuto ad esempio migliorando il trasporto pubblico e le infrastrutture per la mobilità individuale non inquinante, tassando gli autoveicoli sulla base del loro consumo di carburante e di spazio e della produzione di inquinanti.

#### Iniziative dirette
Alcune scelte che andrebbero nella direzione della riduzione del trasporto inquinante, per la dimensione degli interventi che comportano, sono di diretta competenza dei decisori politici:
- investire risorse pubbliche nel trasporto pubblico invece che in infrastrutture dedicate alla mobilità individuale, soprattutto nelle aree più densamente popolate, dove sono più gravi i danni da traffico e più efficaci gli investimenti nel trasporto pubblico.
- riorganizzare la distribuzione dei prodotti commerciali in modo da ridurre le distanze ed il numero di trasbordi necessari dalla produzione al consumo. Ad esempio, evitare di trasportare acqua minerale per lunghe distanze, consumare per quanto possibile i prodotti agricoli vicino al luogo di produzione.